# Tom Paquet
Pour les articles homonymes, voir Paquet.
Tom Paquet (né le 28 juin 2002 à Thionville) est un coureur cycliste luxembourgeois.

## Biographie
Tom Paquet naît à Thionville en Lorraine, non loin de la frontière du Grand-Duché. Français de naissance, mais fils d'un luxembourgeois, il prend sa première licence à l'âge de huit ans au Vélo Club de Hettange-Grande. Il court sous pavillon luxembourgeois depuis 2018.
Parmi les jeunes, il court sur route mais aussi en cyclo-cross. En 2019, il se classe deuxième du championnat du Luxembourg sur route juniors (moins de 19 ans). L'année suivante, il remporte le titre national en ligne dans sa catégorie et termine troisième du contre-la-montre, avec l'UC Dippach. Il est également sélectionné en équipe nationale pour les grands évènements internationaux.
En 2021, il fait ses débuts dans les rangs espoirs (moins de 23 ans). Décrit comme un sprinteur, il termine troisième du championnat du Luxembourg espoirs, ou encore quatrième d'une étape sur l'Étoile d'or et douzième du championnat d'Europe espoirs, sous les couleurs de l'équipe nationale. Il participe aussi à son premier Tour de l'Avenir, où il réalise deux tops 15 au sprint. En fin de saison, il est stagiaire au sein de l'équipe continentale Leopard.
Il passe finalement professionnel en 2022 au sein du Team U Nantes Atlantique, qui devient une équipe  continentale. Seul coureur étranger de la structure, il effectue sa rentrée au mois de janvier lors du Grand Prix La Marseillaise.

## Palmarès
- 2019
  - 2e du Grand Prix François-Faber
  - 2e du championnat du Luxembourg sur route juniors
- 2020
  -  Champion du Luxembourg sur route juniors
  - 3e du championnat du Luxembourg du contre-la-montre juniors
- 2021
  - Grand Prix OST Manufaktur
  - 3e du championnat du Luxembourg sur route espoirs
- 2024
  - 4e étape de l'Arden Challenge
  - 2e de la Vienne Classic
- 2025
  - Critérium de Vittel
  - Circuit des Vosges côté Sud-Ouest

## Classements mondiaux
| Année                                 | 2021  | 2022  | 2023 | 2024  |
| ------------------------------------- | ----- | ----- | ---- | ----- |
| Classement mondial                    | 1190e | 1936e | nc   | 3212e |
| UCI Europe Tour                       | 878e  | 1245e | nc   | nc    |
|                                       |       |       |      |       |
| Légende : nc = non classéSource : UCI |       |       |      |       |